# Potencial de Woods–Saxon

Potencial de Woods-Saxon (normalitzat per la seva amplitud V_{0}) per a A = 50 = 0.5 i

El potencial de Woods-Saxon representa l'energia potencial del camp mitjà dels nucleons (protons i neutrons) dins del nucli atòmic. El potencial s'empra per a descriure de forma aproximada la força mitjana que sent cada nucleó en el model nuclear de capes de l'estructura del nucli. El potencial és anomenat així pels físics nuclears, Roger D. Woods i David S. Saxon, que el van proposar.
La forma del potencial, en termes de la distància r al centre del nucli, és:
{\displaystyle V(r)=-{\frac {V_{0}}{1+\exp({r-R \over a})}}}
On V0 (dimensió d'energia) representa la fondària del pou de potencial, a és una longitud que representa el "gruix superficial" del nucli, i {\displaystyle R=r_{0}A^{1/3}} és el radi nuclear amb r0 = 1,25 fm i A el nombre màssic.
Els valors típics per als paràmetres són: V0 ≈ 50 MeV i a ≈ 0,5 fm.
La formula correspon bàsicament a la distribució estadística d'un grup de fermions.
Per a nombres atòmics A grans, aquest potencial és similar a un potencial de pou. Té aquestes propietats recomanablesː
- Augmenta (atreu) monotònicament amb la distància.
- Per a valors grans d'A és aproximadament pla al centre.
- Els nucleons prop de la superfície del nucli (amb r ≈ R, dins d'una distància d'ordre a) experimenten una gran força cap al centre.
- S'aproxima ràpidament a zero quan r va cap a l'infinit (r − R >> a), reflectint les propietats d'atracció a curtes distàncies de la força nuclear forta.

L'equació de Schrödinger d'aquest potencial pot ser resolta analíticament, transformant-la en una equació diferencial hipergeomètrica.